# チフィワ・ムンヤイ
チフィワ・ムンヤイ（Tshifhiwa Munyai、1985年5月8日 - ）は、南アフリカ共和国のプロボクサー。リンポポ州マクワレラ出身。

## 来歴
2003年12月6日、ヨハネスブルグでズキレ・トコとスーパーフライ級4回戦を行い、2回TKO勝ちを収めた。
2006年2月11日、マカドでヌコシナチ・チナベとリンポポ州バンタム級王座決定戦を行い、10回判定勝ちで王座獲得に成功した。
2006年6月29日、ロンドンのヨーク・ホールでマーティン・パワーとコモンウェルスイギリス連邦バンタム級王座決定戦を行い、9回1分39秒TKO勝ちを収め王座獲得に成功した。
2006年10月6日、ロンドンのヨーク・ホールでリー・ハスキンスと対戦し、6回2分56秒TKO勝ちを収めコモンウェルス王座の初防衛に成功した。
2007年1月26日、ダゲナムでマーティン・パワーと再戦し、パワーの4回終了時棄権により2度目の防衛に成功した。
2008年2月23日、ブルームフォンテーンでフリオ・ダビッド・ロケ・レルとWBAインターコンチネンタルバンタム級王座決定戦を行い、12回3-0(120-109、120-108、119-109)の判定勝ちを収め王座獲得に成功した。
2008年11月14日、フリーステイト州パリスでボンガニ・マラングと対戦し、12回2-1(113-114、118-109、117-110)の判定勝ちを収めWBAインターコンチネンタル王座の初防衛に成功した。
2010年2月27日、ケンプトン・パークのエンペラーズ・パレスでダニエル・フェラレスと対戦し、12回3-0(119-108、118-110、117-111)の判定勝ちを収めWBAインターコンチネンタル王座の2度目の防衛に成功した。
2010年8月7日、メキシコシティのアレナ・メヒコでクリスチャン・エスキベルとWBC世界バンタム級シルバー王座決定戦を行い、5回に偶然のバッティングで減点されるも持ち直したかに見えたが、9回にダウンを奪われ劣勢になり、12回0-3(2者が112-114、112-115)の判定負けで王座獲得に失敗した。
2011年3月26日、ケンプトン・パークのエンペラーズ・パレスでダニーロ・ペーニャとIBO世界スーパーバンタム級王座決定戦を行った。ムニャイはスーパーバンタム級に転向してのテスト戦がいきなりの世界タイトル戦になったが、バンタム級時代のタフは健在で試合を終始コントロールし、12回3-0(120-108、119-109、118-108)の判定勝ちで王座獲得に成功した。
2012年12月8日、イースト・ロンドンでオスカー・チャウケとWBAパンアフリカンスーパーバンタム級王座決定戦を行い、チャウケをコントロールし12回3-0の判定勝ちで王座獲得に成功した。
2013年6月1日、東ケープ州キャスカートでエマヌエル・クォーティと対戦し、11回2分50秒TKO勝ちを収めWBAパンアフリカン王座の初防衛に成功した。
2014年4月19日、マンチェスターのマンチェスター・アリーナでWBA世界スーパーバンタム級王者スコット・クィッグと対戦し、初回と2回にダウンを奪われると最後は連打を浴びてレフェリーがストップ。プロ初のKO負けとなる2回1分56秒TKO負けを喫し王座獲得に失敗した。
2014年12月20日、オシカンゴで元WBO世界バンタム級王者パウルス・アムブンダと対戦し、12回1-2(113-116、115-112、112-117)の判定負けを喫し再起を果たせなかった。
2015年9月20日、プレストンのエヴォーク・ナイトクラブでIBFインターコンチネンタルフェザー級王者オスカー・チャウケと3年振りに再戦し王座獲得を目指したが、ムニャイは前日計量をパスするも当日計量を体重超過してしまいノンタイトル戦に変更になった。試合は3回にダウンを奪いペースを握り10回にダウンを追加してレフェリーがストップ。10回1分46秒KO勝ちを収めた。
2016年9月24日、マンチェスターのマンチェスター・アリーナでコモンウェルスイギリス連邦フェザー級王者アイザック・ラブと対戦し、コモンウェルス王座の2階級制覇を目指す予定だったが、負傷した為中止になった。

## 獲得タイトル
- リンポポ州バンタム級王座
- コモンウェルスイギリス連邦バンタム級王座
- WBAインターコンチネンタルバンタム級王座
- IBO世界スーパーバンタム級王座
- WBAパンアフリカンスーパーバンタム級王座